# Referendum costituzionale in Azerbaigian del 1995
Il referendum costituzionale in Azerbaigian del 1995 si svolse il 12 novembre 1995, in concomitanza con il primo turno delle elezioni parlamentari.
Il risultato è stato favorevole al 91,9%, con un'affluenza dichiarata pari all'86,1%. 

## Risultati
| Scelta                                  | voti      | %    |
| --------------------------------------- | --------- | ---- |
| Sì                                      |           | 91,9 |
| No                                      |           | 6.6  |
| Voti non validi/vuoti                   |           | 1.5  |
| Totale                                  | 3.556.277 | 100  |
| Elettori registrati/affluenza alle urne | 4.132.600 | 86.1 |
| Fonte: Nohlen et al.                    |           |      |